# Doksofilina
Doksofilina (łac. doxofyllinum) – wielofunkcyjny organiczny związek chemiczny, pochodna teofiliny, stosowany jako lek rozszerzający oskrzela.

## Mechanizm działania biologicznego
Doksofilina działa przeciwzapalnie oraz rozszerzająco na oskrzela, jednakże mechanizm molekularny jej działania pozostaje nieznany. Unikalny mechanizm działania leku wynika z obecności podstawnika dioksolanowego w pozycji 7 w pierścieniu ksantynowym. Doksofilina w stężeniach, które zwykle są osiągane w osoczu krwi, nie hamuje bezpośrednio żadnej deacetylazy histonów (HDAC) jak również inhibitorów fosfodiesterazy, nie jest także antagonistą receptorów adenozyny. W bardzo wysokich stężeniach hamuje jedynie inhibitor fosfodiesterazy PDE2A1 oraz receptor adenozyny A2A. Doksofilina nie wywiera wpływu na kanały wapniowe w komórkach i w związku z tym nie ma interakcji farmakologicznej z antagonistami kanału wapniowego.

## Zastosowanie medyczne
- astma oskrzelowa[7]
- przewlekła obturacyjna choroba płuc[7]
- choroby układu oddechowego z występującym stanem spastycznym oskrzeli[7]

Doksofilina nie jest dopuszczona do obrotu w Polsce (2020).

## Działania niepożądane
Doksofilina najczęściej może powodować następujące działania niepożądane u ponad 1% pacjentów: ból brzucha, ból głowy, ból w nadbrzuszu, dyspepsja oraz nudności.